# Římskokatolická farnost Drahanovice
Římskokatolická farnost Drahanovice je územní společenství římských katolíků s farním kostelem svatého Jakuba Většího v děkanátu Olomouc.

## Historie farnosti
Drahanovice se poprvé připomínají roku 1322. Farnost je poprvé doložena v pramenech již roku 1349; v 16. století byla několik desetiletí protestantská. Současná podoba farního kostela pochází z roku 1742, má středověké jádro (první zmínka je z roku 1349). Po požáru v roce 1799 bylo zvýšeno obvodní zdivo a kostel byl zaklenut. 

## Duchovní správci
Od července 2015 je administrátorem excurrendo R. D. Mgr. Mirosław Łukasiewicz.

## Bohoslužby
| Kostel                 | Místo       | Bohoslužba (den) | Hodina                         | Poznámka     |
| ---------------------- | ----------- | ---------------- | ------------------------------ | ------------ |
| svatého Jakuba Většího | Drahanovice | neděle pátek     | 7.30 16.00 (zima)/17.00 (léto) | farní kostel |

## Aktivity farnosti
Ve farnosti se koná každoročně farní den. Od roku 2000 se farnost zapojuje do akce tříkrálová sbírka, v roce 2017 se při ní vybralo 35 374 korun.